# Iveta Radičová
Iveta Radičová, född 7 december 1956 i Bratislava, är en slovakisk politiker och som var Slovakiens premiärminister mellan den 8 juli 2010 och den 4 april 2012. Hon var också ledare för liberalkonservativa Slovakiska demokratiska och kristliga unionen – Demokratiska partiet (SDKÚ-DS) mellan 2009 och 2012. Hon var Slovakiens första kvinnliga premiärminister.
Radičová var social- och arbetsminister i Mikuláš Dzurindas regering 2005–2006 och var SDKÚ-DS:s kandidat i presidentvalet 2009. Hon är utbildad sociolog och talar, förutom slovakiska, också engelska och ryska flytande.

## Premiärminister (2010-nutid)
I början på 2010 valdes Radičová till SDKÚ-DS:s nya partiledare efter primärval.
Radičová förlorade en förtroendeomröstning i parlamentet den 11–12 oktober 2011 vilket ledde till att hennes regering föll. Ett nytt parlamentsval tidigarelades till 2012 där SDKÚ-DS kunde se sig besegrade av Riktning – socialdemokrati.